# Bolesławiec-Chróścin
Bolesławiec-Chróścin est une localité polonaise de la gmina de Bolesławiec, située dans le powiat de Wieruszów en voïvodie de Łódź.